# Albino Boaventura
Albino Gonçalves Boaventura (Carmo do Paranaíba, 13 de novembro de 1922 – Goiânia, 21 de agosto de 2002) foi um agropecuarista, ministro evangélico e político brasileiro. Foi suplente do Senador Mauro Miranda e por um curto período exerceu o mandato de senador pelo estado de Goiás.
Casado com Isolina Fernandes Boaventura, foram pais de Gesiel. Converteu-se ao pentecostalismo em 30 de agosto de 1942. Trinta dias depois começou a pregar. No ano seguinte, tornou-se dirigente da congregação da Assembleias de Deus em Leopoldo de Bulhões. Em 1946 mudou-se para Goianópolis e depois para Jaraguá. Abriu trabalhos em Petrolina de Goiás e em diversas fazendas. Em 1949 tornou-se auxiliar em Anápolis, e depois vai para Ceres, onde permanece três anos. A igreja ali tinha 1.500 membros e deixou-a com 2.500. Depois foi enviado para Uruana, onde a igreja cresceu de 500 para 1.700 crentes.
Albino foi consagrado ao ministério em 3 de maio de 1954. Iniciou os trabalhos da Assembleias de Deus em Goianésia, Uruaçu, Itapaci e Rubiataba.
Iniciou a carreira política como vereador em Uruana, eleito em outubro de 1954 pelo PSD, exercendo a presidência da câmara municipal. Em 1958, Pastor Albino foi transferido para a Assembleia de Deus em Goiânia, pelo pastor Paulo Leivas Macalão (fundador da CONAMAD), renunciando ao mandato de vereador. A igreja tinha então vinte membros e em 1974 eram 3 mil membros em bairros da capital e outras cidades.
Voltou à política em 1990, filiando-se ao PSDB e posteriormente ao PMDB, partido pelo qual foi eleito suplente do senador Mauro Miranda, em outubro de 1994.[carece de fontes?]Com o licenciamento do titular, exerceu o cargo de senador entre agosto e dezembro de 1997. Em 2000, voltou a ocupar temporariamente a cadeira de senador. Era proprietário de fazendas em Araguaçu e Morro Agudo de Goiás.[carece de fontes?]
Foi presidente da Convenção Estadual das Assembleias de Deus no Estado de Goiás, e ao falecer ocupava a posição de vice-presidente da Convenção Nacional das Assembleias de Deus - Ministério de Madureira, além da presidência do Ministério de Campinas e da Faculdade Teológica Boaventura (Fateb).
Faleceu no dia 21 de agosto de 2002 em Goiânia, por problemas cardíacos.
O Governo do Estado decretou luto oficial após sua morte. Uma escola municipal em Senador Canedo leva seu nome, bem como uma ponte em Goiânia, onde também existe o bairro Senador Albino Boaventura. Na Câmara Municipal de Goiânia, uma vereadora propôs a criação de uma medalha com seu nome.